# Austrelatus wasiorensis
Austrelatus wasiorensis (лат.) — вид жуков-плавунцов рода Austrelatus из подсемейства Copelatinae (Dytiscidae). Новая Гвинея. Видовое название A. wasiorensis дано по месту обнаружения типовой серии (Wasior).

## Распространение
Встречается в Индонезии на острове Новая Гвинея (провинция Западное Папуа: Teluk Wondama Regency, Wasior, Sararti, на высоте 100–200 м над уровнем моря)..

## Описание
Мелкие жуки-плавунцы, длина около 6 мм. Представителей можно отличить от близких видов по следующей комбинации признаков: срединная доля гениталий имеет левую долю дорсального склерита с неглубокой, узкой, субапикальной вогнутостью, покрытой крупными, короткими спинулоподобными структурами. Надкрылья с 11+1 бороздками. Голова красноватая, немного темнее за глазами. Пронотум и надкрылья буровато-чёрные, надкрылья иногда с небольшим жёлтым пятном на вершине, редко со слабыми красноватыми базальными пятнами медиально. Щитик коричневый до чёрного. Антенны, другие головные придатки, а также передние и средние ноги красноватые, задние ноги немного темнее, особенно дистально. Брюшная сторона коричневая, темнее на задних краях брюшных вентритов 3-5 и на брюшном вентрите 6.